# El Comercio (Peru)

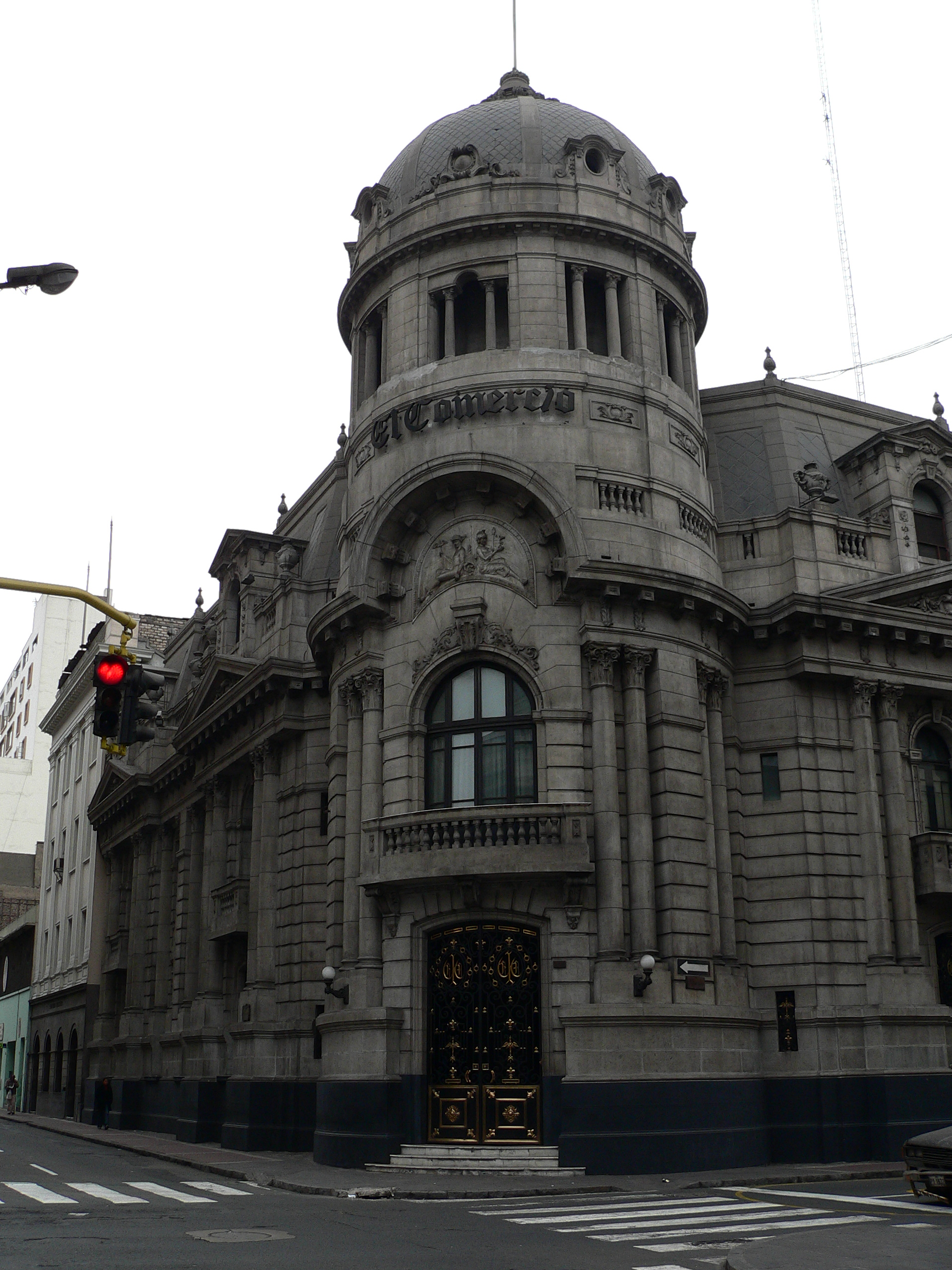
Verlagsgebäude in Lima

El Comercio (span. für „Der Handel“) ist eine peruanische Tageszeitung mit Erscheinungsort Lima.
El Comercio gehört zur Empresa Editorial El Comercio S.A., die auch die Zeitungen „Trome“, „Peru21“ sowie das Wirtschaftsblatt „Gestión“ herausgibt. Sie ist Mitglied der Grupo de Diarios América.

## Geschichte
Der Comercio ist eine der ältesten spanischsprachigen Zeitungen und die älteste heute noch erscheinende Tageszeitung Perus; die Erstausgabe erschien am 4. Mai 1839. Seit 1875 befindet sich die Zeitung im Besitz der Familie Miro Quesada. Während der Militärdiktatur von General Velasco in den 1970er Jahren wurde die Familie enteignet. Am 28. Juli 1980 erhielten die ursprünglichen Besitzer den Comercio zurück.

## Ausrichtung
Die Zeitung verfolgt eine bürgerlich-konservative, aber unabhängige Linie, so verteidigte sie z. B. die Arbeit der Kommission für Wahrheit und Versöhnung und deren Vorsitzenden, Salomón Lerner Febres, gegen Angriffe von Regierung und Armee.